# Fabian Delph
Fabian Delph (Bradford, Yorkshire del Oeste, Inglaterra, Reino Unido, 21 de noviembre de 1989) es un exfutbolista británico-guyanés que jugaba de mediocampista.

## Trayectoria
Fabian se formó en la academia del Leeds United desde 2001, llegando a debutar con el primer equipo el 6 de mayo de 2007 ante el Derby County. En la campaña 2008-09 se consolidó en el equipo titular del Leeds, en League One, al disputar 51 encuentros y anotar seis tantos. Fue elegido como el jugador joven del año, el mejor jugador del año elegido por los jugadores y el gol del año.
Se incorporó al Aston Villa en agosto de 2009 a cambio de seis millones de libras. El 15 de agosto debutó en Premier League en un partido ante el Wigan. En abril sufrió una rotura del ligamento cruzado que le tuvo ocho meses de baja. El 20 de enero de 2012 fue cedido a su antiguo equipo, el Leeds United, aunque una importante lesión hizo que regresara un mes después.
En las siguientes tres campañas, con Paul Lambert, se consolidó como una pieza importante de los villanos. Por ello, el 10 de julio de 2015 se incorporó al Manchester City que pagó unos ocho millones de libras por el futbolista inglés. En sus primeras temporadas tuvo varias lesiones de consideración que le impidieron entrar en el equipo titular. En la temporada 2017-18, con Pep Guardiola, fue utilizado en diversas ocasiones como lateral izquierdo y vivió una de sus mejores temporadas en el club al disputar 29 encuentros y ser convocado para el Mundial de Rusia.
Tras perder protagonismo en la temporada 2018-19, el 15 de julio fue traspasado al Everton F. C. con el que firmó hasta junio de 2022. Llegado ese momento abandonó el club al no ser renovado, habiendo jugado once partidos en su último año.
Finalmente, después de unos meses sin equipo, el 27 de septiembre anunció su retiro del fútbol profesional.

## Selección nacional
Fue internacional en categorías inferiores con la selección inglesa (sub-19 y sub-21).
El 3 de septiembre de 2014 debutó con la selección absoluta en un amistoso ante Noruega. Una lesión le impidió participar en la Eurocopa 2016, aunque sí que fue convocado para el Mundial de Rusia 2018. En el torneo mundialista participó en cuatro encuentros.

### Participaciones en Copas del Mundo
| Mundial           | Sede  | Resultado    | Partidos | Goles |
| ----------------- | ----- | ------------ | -------- | ----- |
| Copa Mundial 2018 | Rusia | Cuarto lugar | 4        | 0     |

## Estadísticas

### Clubes
- Actualizado al último partido disputado en su carrera deportiva.

| Leeds United F. C. Inglaterra | 2.ª           | 2006-07       | 1   | 0  | 0  | 0 | ―  | ― | 1   | 0  |
| Leeds United F. C. Inglaterra | 3.ª           | 2007-08       | 1   | 0  | 1  | 0 | ―  | ― | 2   | 0  |
| Leeds United F. C. Inglaterra | 3.ª           | 2008-09       | 44  | 6  | 7  | 0 | ―  | ― | 51  | 6  |
| Aston Villa F. C. Inglaterra | 1.ª           | 2009-10       | 8   | 0  | 6  | 1 | 1  | 0 | 15  | 1  |
| Aston Villa F. C. Inglaterra | 1.ª           | 2010-11       | 7   | 0  | 1  | 0 | ―  | ― | 8   | 0  |
| Aston Villa F. C. Inglaterra | 1.ª           | 2011-12       | 11  | 0  | 0  | 0 | ―  | ― | 11  | 0  |
| Leeds United F. C. Inglaterra | 2.ª           | 2011-12       | 5   | 0  | ―  | ― | ―  | ― | 5   | 0  |
| Leeds United F. C. Inglaterra | Total club    | Total club    | 51  | 6  | 8  | 0 | 0  | 0 | 59  | 6  |
| Aston Villa F. C. Inglaterra | 1.ª           | 2012-13       | 24  | 0  | 8  | 1 | ―  | ― | 32  | 1  |
| Aston Villa F. C. Inglaterra | 1.ª           | 2013-14       | 34  | 3  | 2  | 1 | ―  | ― | 36  | 4  |
| Aston Villa F. C. Inglaterra | 1.ª           | 2014-15       | 28  | 0  | 4  | 2 | ―  | ― | 32  | 2  |
| Aston Villa F. C. Inglaterra | Total club    | Total club    | 112 | 3  | 21 | 5 | 1  | 0 | 134 | 8  |
| Manchester City F. C. Inglaterra | 1.ª           | 2015-16       | 17  | 2  | 5  | 0 | 5  | 0 | 27  | 2  |
| Manchester City F. C. Inglaterra | 1.ª           | 2016-17       | 7   | 1  | 5  | 0 | 1  | 1 | 13  | 2  |
| Manchester City F. C. Inglaterra | 1.ª           | 2017-18       | 22  | 1  | 2  | 0 | 5  | 0 | 29  | 1  |
| Manchester City F. C. Inglaterra | 1.ª           | 2018-19       | 11  | 0  | 3  | 0 | 6  | 0 | 20  | 0  |
| Manchester City F. C. Inglaterra | Total club    | Total club    | 57  | 4  | 15 | 0 | 17 | 1 | 89  | 5  |
| Everton F. C. Inglaterra | 1.ª           | 2019-20       | 16  | 0  | 4  | 0 | ―  | ― | 20  | 0  |
| Everton F. C. Inglaterra | 1.ª           | 2020-21       | 8   | 0  | 2  | 0 | ―  | ― | 10  | 0  |
| Everton F. C. Inglaterra | 1.ª           | 2021-22       | 11  | 0  | 0  | 0 | ―  | ― | 11  | 0  |
| Everton F. C. Inglaterra | Total club    | Total club    | 35  | 0  | 6  | 0 | 0  | 0 | 41  | 0  |
| Total carrera | Total carrera | Total carrera | 255 | 13 | 50 | 5 | 18 | 1 | 323 | 19 |
| (1) Incluye datos de Copa de la Liga, English Football League Trophy y FA Cup. (2) Incluye datos de Liga Europa de la UEFA y Liga de Campeones de la UEFA. (3) No incluye goles en partidos amistosos. |               |               |     |    |    |   |    |   |     |    |

## Palmarés

### Campeonatos nacionales
| Título           | Club                  | País       | Año     |
| ---------------- | --------------------- | ---------- | ------- |
| Copa de la Liga  | Manchester City F. C. | Inglaterra | 2015-16 |
| Copa de la Liga  | Manchester City F. C. | Inglaterra | 2017-18 |
| Premier League   | Manchester City F. C. | Inglaterra | 2017-18 |
| Community Shield | Manchester City F. C. | Inglaterra | 2018    |
| Copa de la Liga  | Manchester City F. C. | Inglaterra | 2018-19 |
| Premier League   | Manchester City F. C. | Inglaterra | 2018-19 |
| FA Cup           | Manchester City F. C. | Inglaterra | 2018-19 |